# Liste des membres du gouvernement jurassien
Cette page présente la liste des membres du gouvernement du canton du Jura depuis sa création en 1979.
| #  | Nom                       | Début de fonction | Fin de fonction   | Parti | Commentaires |
| -- | ------------------------- | ----------------- | ----------------- | ----- | --- |
| 1  | Pierre Boillat            | 1er janvier 1979  | 31 décembre 1994  | PDC   | |
| 2  | Jean-Pierre Beuret        | 1er janvier 1979  | 31 décembre 1994  | PCSI  | |
| 3  | François Mertenat         | 1er janvier 1979  | 30 septembre 1993 | PS    | |
| 4  | Roger Jardin              | 1er janvier 1979  | 31 décembre 1986  | PRR   | |
| 5  | François Lachat           | 1er janvier 1979  | 31 décembre 1994  | PDC   | |
| 6  | Gaston Brahier            | 1er janvier 1987  | 30 septembre 1993 | PLR   | |
| 7  | Pierre Kohler             | 1er octobre 1993  | 31 décembre 2002  | PDC   | |
| 8  | Odile Montavon            | 1er octobre 1993  | 31 décembre 1994  | CS    | Première femme ministre au gouvernement jurassien |
| 9  | Claude Hêche              | 1er janvier 1995  | 31 décembre 2006  | PS    | |
| 10 | Jean-François Roth        | 1er janvier 1995  | 31 décembre 2006  | PDC   | |
| 11 | Anita Rion                | 1er janvier 1995  | 31 décembre 2002  | PLR   | |
| 12 | Gérald Schaller           | 1er janvier 1995  | 31 décembre 2006  | PDC   | |
| 13 | Laurent Schaffter         | 1er janvier 2003  | 31 décembre 2010  | PCSI  | |
| 14 | Élisabeth Baume-Schneider | 1er janvier 2003  | 31 décembre 2015  | PS    | |
| 15 | Philippe Receveur         | 1er janvier 2007  | 31 décembre 2015  | PDC   | |
| 16 | Michel Probst             | 1er janvier 2007  | 31 décembre 2015  | PLR   | |
| 17 | Charles Juillard          | 1er janvier 2007  | 2 décembre 2019   | PDC   | |
| 18 | Michel Thentz             | 1er janvier 2011  | 31 décembre 2015  | PS    | |
| 19 | Nathalie Barthoulot       | 1er janvier 2016  | en fonction       | PS    | |
| 20 | David Eray                | 1er janvier 2016  | en fonction       | PCSI  | |
| 21 | Jacques Gerber            | 1er janvier 2016  | en fonction       | PLR   | |
| 22 | Martial Courtet           | 1er janvier 2016  | en fonction       | PDC   | |
| 23 | Rosalie Beuret Siess      | 25 mars 2020      |                   | PS    | Élection complémentaire : première fois que le PDC n'est plus le parti le mieux représenté au sein du gouvernement et première fois que le gouvernement compte deux femmes, |